# Bala (doce)
Bala (português brasileiro) ou rebuçado (português europeu) (na Região Nordeste do Brasil e, por definição, também designado como confeito) é uma guloseima, pequena e doce de diversos sabores e diversos tamanhos e cores, que vem por vezes embrulhada em papel ou plástico, que costuma ser vendido nas ruas e lanchonetes por um valor muito pequeno, podendo variar conforme o local e tipo de bala a ser vendida. E também é muito relacionada a goma de mascar.

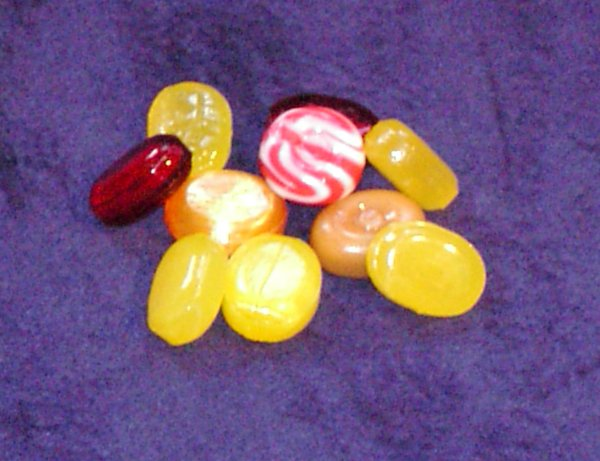
Balas (ou rebuçados) de cores e feitios diversos.

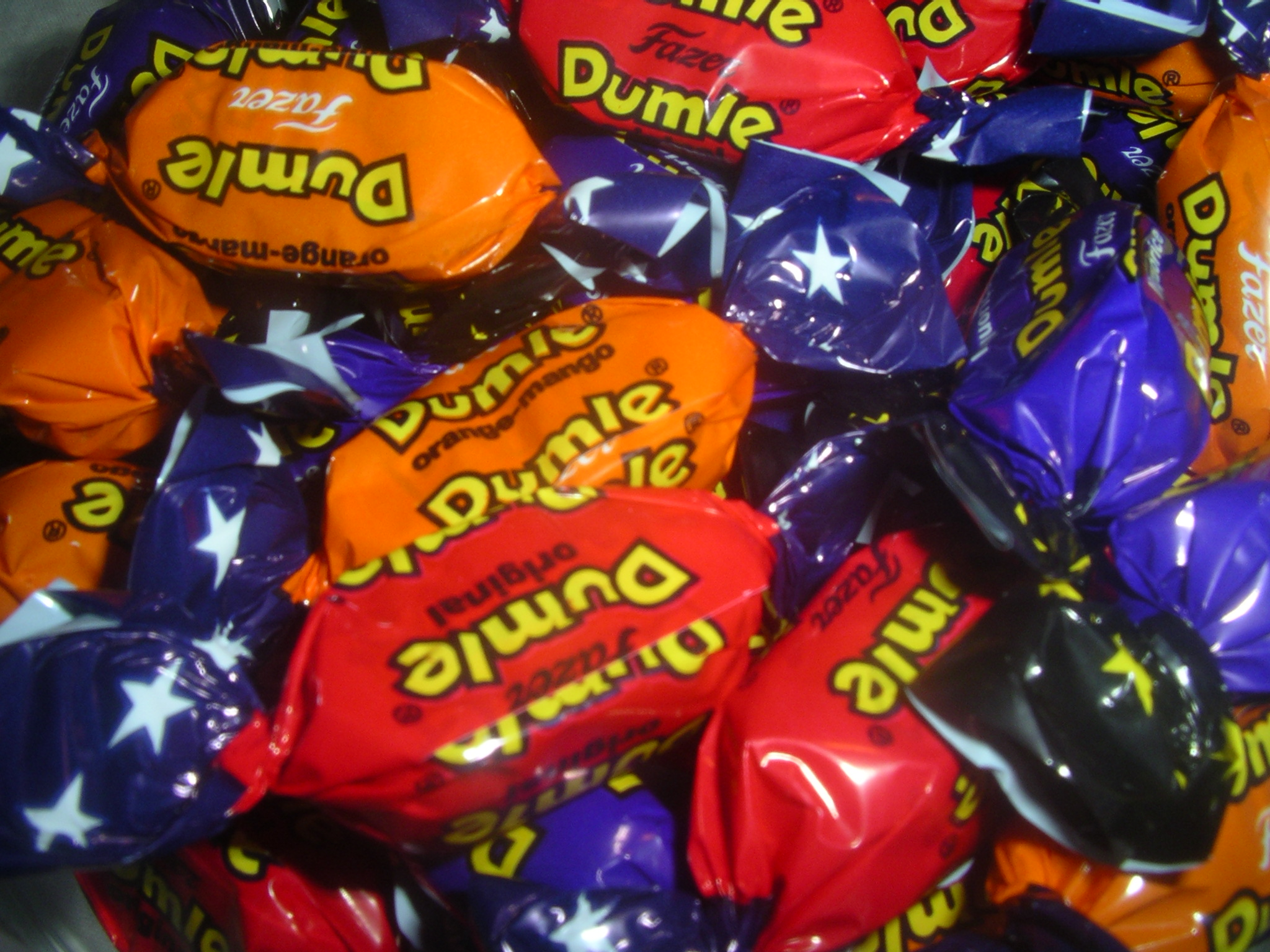
Balas embrulhadas

A receita da bala pode ser muito simples (levando em conta somente o açúcar e leite).